# Espectro eletromagnético
O espectro ou espetro eletromagnético é o intervalo completo de todas as possíveis frequências da radiação eletromagnética. O espectro eletromagnético se estende desde as ondas de baixa frequência, ondas de rádio, até as de maior frequência como as da radiação gama.

## Descoberta
Durante muito tempo, a luz era a única parte conhecida do espectro eletromagnético. Os gregos antigos tinham a noção de que a luz viajava a forma de linhas retas, chegando a estudar algumas de suas propriedades, que fazem parte do que atualmente denominamos óptica geométrica. Foi somente nos séculos XVI e XVII que o estudo da luz passou a gerar teorias conflitantes quanto a sua natureza.
A primeira descoberta de ondas eletromagnéticas além da luz ocorreu em 1800, quando William Herschel descobriu a radiação infravermelha. Em seu experimento, Herschel direcionou a luz solar através de um prisma, decompondo-a, e então mediu a temperatura de cada cor. Ele descobriu que a temperatura aumentava do violeta para o vermelho, e que a temperatura mais alta se encontrava logo após o vermelho, numa região em que nenhuma luz solar era visível.
No ano seguinte, Johann Wilhelm Ritter realizou estudos na outra ponta do espectro visível e percebeu a existência do que ele chamou de "raios químicos" (raios de luz invisíveis que provocavam reações químicas), que se comportavam de forma semelhante aos raios de luz violeta visíveis, mas que estavam além deles no espectro. O termo "raios químicos" foi posteriormente renomeado radiação ultravioleta.
A radiação eletromagnética foi pela primeira vez relacionada com o eletromagnetismo em 1845, quando Michael Faraday percebeu que a direção de polarização da luz que passava por um material transparente respondia a um campo magnético. Esse fenômeno foi mais tarde denominado Efeito Faraday. Durante a década de 1860, James Maxwell mostrou que, a partir das equações de Maxwell, era possível encontrar uma equação de onda para descrever a propagação do campo elétrico e outra para o campo magnético. Analisando a velocidade dessas ondas do ponto de vista teórico, Maxwell descobriu que elas deviam viajar à velocidade da luz, o que o levou a inferir que a própria luz deveria ser uma onda eletromagnética.
As equações também previam um número infinito de frequências para as ondas eletromagnéticas, todas elas viajando à velocidade da luz. Esse foi o primeiro indício da existência que um espectro eletromagnético completo.
A previsão de ondas de Maxwell previa também ondas de frequências muito baixas, quando comparadas ao infravermelho. Na tentativa de provar as equações de Maxwell e detectar essas radiações de baixa frequência, em 1886 o físico Heinrich Hertz construiu um aparelho para gerar e detectar o que hoje chamamos de ondas de rádio. Hertz encontrou as ondas e foi capaz de inferir, medindo seu comprimento e frequência, que elas viajavam à velocidade da luz. Hertz também demonstrou que a nova radiação poderia ser refletida e refratada, da mesma forma que a luz.
Em 1895 Wilhelm Röntgen percebeu um novo tipo de radiação emitida durante um experimento com um tubo com vácuo sujeito à alta voltagem. Ele chamou essa radiação de raios-X e descobriu que eles eram capazes de atravessar partes do corpo humano mas eram refletidos ou parados por materiais densos, como os ossos, e passaram a ser amplamente usados na medicina.
A última porção do espectro eletromagnético foi completado com a descoberta dos raios gama. Em 1900 Paul Villard estava estudando as emissões radiativas do radium quando ele identificou um novo tipo de radiação que ele primeiramente pensou se tratar de partículas semelhantes às conhecidas partículas alfa e beta, mas com a propriedade de serem bem mais penetrantes que ambas.
Entretanto, em 1910 o físico William Henry Bragg demonstrou que os raios gama eram uma radiação eletromagnética, e não partícula, e em 1914, Ernest Rutherford (que havia nomeado a radiação de raios gamas em 1903 quando percebeu que eles eram fundamentalmente diferentes de partículas alfa e beta) e Edward Andrade mediram seus comprimentos de onda e descobriram que os raios gama eram semelhantes ao raio-x, porém com comprimentos menor e maior frequência.

Espectro Eletromagnético

## Extensão
Ondas eletromagnéticas são normalmente descritas por qualquer uma das seguintes propriedades físicas: frequência (ƒ), comprimento de onda (λ), ou por energia de fóton (E). O comprimento de onda é inversamente proporcional a frequência da onda, a qual representa o números de períodos existentes na unidade de tempo.
Desta forma, raios gama tem comprimentos do tamanho de frações do tamanho de um átomo, enquanto o comprimento de ondas no extremo oposto do espectro podem ser tão grandes quanto o universo. A energia de um fóton é diretamente proporcional à frequência de onda, portanto os raios gama possuem a maior energia, enquanto ondas de rádio possuem energias extremamente baixas.
Essas relações são ilustradas pelas seguintes equações:
{\displaystyle f={\frac {c}{\lambda }},\quad {\text{or}}\quad f={\frac {E}{h}},\quad {\text{or}}\quad E={\frac {hc}{\lambda }},}
Onde:
- c = 299792458 m/s é a velocidade da luz no vácuo e
- h = 6.62606896(33)×10−34 J s = 4.13566733(10)×10−15 eV s é a constante de Planck.

Numa onda harmônica o comprimento de
onda, {\displaystyle \lambda }, e a frequência, {\displaystyle f}, não podem variar
independentemente, mas estão relacionadas por {\displaystyle \lambda \,f=c}.
Dada a frequência ou o comprimento de onda, é possível classificar a onda
dentro do {espetro eletromagnético} e determinar as suas
propriedades. O valor máximo dos campos determina a intensidade mas
não a classificação no espetro.
Em princípio, podem existir ondas eletromagnéticas com qualquer valor
de {\displaystyle \lambda } entre 0 e {\displaystyle \infty }.
Alguns exemplos de ondas
eletromagnéticas são as ondas de rádio e de comunicações móveis, as ondas usadas num forno de micro-ondas para aquecer os alimentos, e a
própria luz. O que distingue uma dessas ondas da outra é a sua frequência, ou de forma equivalente, o seu comprimento de onda. A
Figura acima mostra o espetro eletromagnético identificando algumas das ondas comuns.
Usualmente, a radiação eletromagnética produzida por um sistema não tem uma frequência única {\displaystyle f}, como no caso das ondas harmônicas, mas é uma sobreposição de ondas harmônicas com uma distribuição de frequências particular. Por exemplo, a luz solar tem
um espetro contínuo de frequências na banda visível, que pode ser separado por meio de um prisma.
Dentro de um meio diferente do vácuo, a constante de Coulomb {\displaystyle k} na equação da velocidade da luz deverá ser dividida pela constante dielétrica {\displaystyle K} do meio.
Isso conduz a uma velocidade da luz menor;
por outro lado, no vidro a constante dielétrica diminui com o aumento
da frequência e o índice de refração é inversamente proporcional
à velocidade da luz. Assim o desvio da luz quando passa por um prisma
de vidro é maior para a luz com maior frequência (violeta) e menor
para as diferentes cores. A luz branca é separada nas diferentes
frequências na passagem pelo prisma.
Uma carga em repouso cria à sua volta um campo que se estende até ao infinito. Se esta carga for acelerada haverá uma variação do campo eléctrico no tempo, que irá induzir um campo magnético também variável no tempo (estes dois campos são perpendiculares entre si). Estes campos em conjunto constituem uma onda electromagnética (a direcção de propagação da onda é perpendicular às direcções de vibração dos campos que a constituem). Uma onda electromagnética propaga-se mesmo no vácuo.
Maxwell concluiu que a luz visível é constituída por ondas electromagnéticas, em tudo análogas às restantes, com a única diferença na frequência e comprimento de onda.
De acordo com a frequência e comprimento de onda das ondas eletromagnéticas pode-se definir um espectro com várias zonas (podendo haver alguma sobreposição entre elas).

## Interações
As interações eletromagnéticas interagem com a matéria de diferentes formas ao longo do espectro. Os tipos de interações podem ser tão diferentes que se pode referir a elas como diferentes tipos de radiações. Ao mesmo tempo há uma continuidade entre as diferentes radiações. Por este motivo, dividimos o espectro baseado em suas diferentes interações com a matéria.
| Região do espectro         | Principais interações com a matéria |
| -------------------------- | --- |
| Radio                      | Oscilações coletivas de partículas (oscilação plasma). Um exemplo seria a oscilação de elétrons em uma antena.                                                               |
| Microondas                 | Oscilação plasma, rotação molecular |
| Infravermelho              | Vibração molecular, oscilação plasma (apenas em metais) |
| Visível                    | Excitação de elétron molecular, oscilação plasma (apenas em metais) |
| Ultravioleta               | Excitação molecular e de elétrons de valência, incluindo ejeções de elétrons (efeito fotoelétrico)                                                                           |
| Raio-x                     | Excitação e ejeção de elétrons, Efeito Compton (para números atômicos baixos)                                                                                                |
| Raios gama                 | Ejeção energética de elétrons do átomo, Efeito Compton (para todos os números atômicos), excitação do átomo do núcleo, incluindo dissociação do núcleo                       |
| Raios gama de alta energia | Criação de pares de partícula-antipartícula. Um único fóton de alta energia pode criar várias partículas de alta energia e antipartículas através da interação com a matéria |